# Hillside (New Jersey)
Pour les articles homonymes, voir Hillside.
Hillside est un township situé dans l'État américain du New Jersey.